# Interrégionaux Île de France de cross-country
Les Interrégionaux Ile de France de cross-country sont l'une des neuf demi-finales des Championnats de France de cross-country.

## Palmarès cross long hommes
Résultats sur lifa.athle.org .
- 1957 : Bakir Ben Haissa (en) (Racing C.F)
- 1958 :
- 1959 : Alain Mimoun (Racing C.F)
- 1960 : Michel Jazy (CA Montreuil)
- 1961 : Michel Jazy (CA Montreuil)
- 1962 : Michel Jazy (CA Montreuil)
- 1963 : Michel Jazy (CA Montreuil)
- 1964 : Michel Jazy (CA Montreuil)
- 1965 : Michel Jazy (CA Montreuil)
- 1966 : Michel Jazy (CA Montreuil)
- 1967 : Jean Fayolle (ASPTT Paris)
- 1968 : Hamoud Ameur (CO Basse Seine)
- 1969 : Jean Wadoux (Racing CF)
- 1970 : Serge Bossy (Stade de Vanves)
- 1971 : Guy Texereau (CSM Puteaux)
- 1972 : Jean Wadoux (Racing CF)
- 1973 : Christian Micouleau (Racing CF)
- 1974 : Jean-Louis Prianon (AS Préfecture Police Paris) (?)
- 1975 : Christian Cairoche (AS Préfecture Police Paris)
- 1976 : Patrick Martin (US Melun)
- 1977 : Dominique Coux (ESM Deuil)
- 1978 : Radhouane Bouster(Stade de Vanves)
- 1979 : Dominique Coux (Paris UC)
- 1980 : Radhouane Bouster(Stade de Vanves)
- 1981 : Pierre Levisse (Stade de Vanves)
- 1982 : Pierre Levisse (Stade de Vanves)
- 1983 : Pierre Levisse (Stade de Vanves)
- 1984 : Thierry Watrice (VS Ozoir La Ferrière)
- 1985 : Pierre Levisse (Racing C.F)
- 1986 : Nasser Benlarbi (APJS)
- 1987 : Jean-Louis Prianon (AS Préfecture Police Paris)
- 1988 : Jean-Louis Prianon (AS Police Paris)
- 1989 : Jean-Louis Prianon (AS Police Paris)
- 1990 : Jean-Louis Prianon (Neuilly Plaissance Sport)
- 1991 : Kamel Bouhaloufa (APJS)
- 1992 : Jean-Louis Prianon (Neuilly Plaissance Sport)
- 1993 : Abdellah Béhar (EA Franconville Le Parisis)
- 1994 : Abdellah Béhar (EA Franconville Le Parisis)
- 1995 : Aden Yayeh (ES Nord Sud Essonne)
- 1996 : Mustapha El Ahmadi (La Jeunesse de Croissy), titre remporté par Philippe Remond (GA Noisy Le grand)
- 1997 : Larbi Zeroual (CA Montreuil), titre décerné à D. Sainthorand
- 1998 : Abdelfattah Aitzouri (EA Franconville Le Parisis), titre remporté par Mohammed Ramdi (EA Franconville Le Parisis)
- 1999 : Larbi Zeroual (CA Montreuil)
- 2000 : Henri Belkacem (Neuilly-Plaisance Sports)
- 2001 : Miloud Abaoub (Neuilly Plaisance Sport)
- 2002 : Moulay Ali Ouadih (ES Nanterre)
- 2003 : Moulay Ali Ouadih (ES Nanterre)
- 2004 : Larbi Zeroual (CA Montreuil)
- 2005 : James Theuri (USAD Légion Etrangère de Paris)
- 2006 : Frédéric Denis (Neuilly Plaisance Sport)
- 2007 : Larbi Zeroual (CA Montreuil)
- 2008 : Malik Bahloul (Lagardère Paris Racing)
- 2009 : Yohan Durand (CA Montreuil 93)
- 2010 : Yohan Durand (CA Montreuil 93)
- 2011 : Mehdi Akaouch (AS Pierrefite)
- 2012 : Riad Guerfi (Athlé Nord 77)
- 2013 : Youssef Mekdafou (Pierrefitte Multi Athlon)
- 2014 : Youssef Mekdafou (Pierrefitte Multi Athlon)
- 2015 : Morhad Amdouni (Val D'Europe Athlétisme)
- 2016 : Morhad Amdouni (Val D'Europe Athlétisme)
- 2017 : Morhad Amdouni (Val D'Europe Athlétisme)
- 2018 : Morhad Amdouni (Val D'Europe Athlétisme)
- 2019 : Azeddine Habz
- 2020 : Morhad Amdouni (Val D'Europe Athlétisme)
- 2021 : Epreuve Annulée
- 2022 : Morhad Amdouni (Val D'Europe Athlétisme)
- 2023 : Félix Bour
- 2024 : Florian Carvalho

## Palmarès cross long femmes
Résultats sur lifa.athle.org .
- 1957 : Suzanne Cathiard (U.S Ivry)
- 1958 :
- 1959 :
- 1960 : Michèle Niau (Racing C.F)
- 1961 : Yvonne Herisson (Individuelle)
- 1962 : Michèle Niau (Racing C.F)
- 1963 : Yvonne Herisson (CASG)
- 1964 : Yvonne Herisson (CASG)
- 1965 : ?
- 1966 : ?
- 1967 : Yvonne Herisson (Stade Français)
- 1968 : Yvonne Herisson (Stade Français)
- 1969 : Yvonne Herisson (Stade Français)
- 1970 : Yvonne Herisson (VGA)
- 1971 : Françoise Papelard (Stade de Vanves)
- 1972 : Michèle Gatefait (CO Basse Seine)
- 1973 : Yolande Roche (Stade français)
- 1974 : Françoise Papelard (CASG)
- 1975 : Françoise Papelard (Stade de Vanves)
- 1976 : Eliane Cave (Antony Sports)
- 1977 : Françoise Papelard (Stade de Vanves)
- 1978 : Fenrich (ESME US Deuil)
- 1979 : Patricia Deneuville (CSM Eaubonne)
- 1980 : Patricia Demilly (ASS Sarcelles)
- 1981 : Annick Lebreton (ASPTT)
- 1982 : Sylvie Bornet (Stade Français)
- 1983 : Maria Lelut (ES Viry-Chatillon)
- 1984 : Véronique Vauzelle (Antony Sports)
- 1985 : Maria Lelut (ES Viry-Chatillon)
- 1986 : Patricia Demilly (Racing C.F)
- 1987 : Maria Lelut (ES Viry-Chatillon)
- 1988 : Patricia Demilly (Racing C.F)
- 1989 : Christine Feuillet (ES Viry Chatillon)
- 1990 : Christine Feuillet (Racing C.F)
- 1991 : Patricia Demilly (Racing C.F)
- 1992 : Zohra Koulou (Stade Français)
- 1993 : Mebarka Hadj (USC Magny en Vexin)
- 1994 : Christine Marques (Racing C.F)
- 1995 : Daisy Colibry (CS Fontainebleau)
- 1996 : Rkia Yajjou (CA Mantes-La-Ville)
- 1997:  Yamna Oubouhou (CS Meaux)
- 1998 : Yamna Oubouhou (CS Meaux)
- 1999 : Marie-Christine Dampa (Racing CF)
- 2000 : Laetitia Carne (EA Antony Sud Athlé 92)
- 2001 : Florence Valentian (USO Ris-Orangis)
- 2002 : Carmen Olivares (EA Antony Sud Athlé 92), course remportée par Fatiha Klilech-Fauvel (Mar) (Neuilly Plaisance Sport)
- 2003 : Carmen Olivares (Plessis Robinson AC)
- 2004 : Fatiha Klilech-Fauvel (Neuilly Plaisance Sport)
- 2005 : Rkia Chebili (Ouest Yvelines Athlé)
- 2006 : Yamna Oubouhou (CS Meaux)
- 2007 : Anne Atia (CA Montreuil)
- 2008 : Hèlene Guet (Viry Evry Nord Sud Essonne)
- 2009 : Rkia Chebili (Ouest Yvelines Athlé)
- 2010 : Rkia Chebili (Ouest Yvelines Athlé)
- 2011 : Meriem Mered (CA Montreuil 93)
- 2012 : Meriem Mered (CA Montreuil 93)
- 2013 : Mathilde Chachigon (Us Nemours St Pierre Athle)
- 2014 : Samira Mezeghrane-Saad (Stade de Vanves)
- 2015 : Fadouwa Ledhem (Stade Français)
- 2016 : Bouchra Ben Thami
- 2017 : Mathilde Chachignon
- 2018 : Fadouwa Ledhem
- 2019 : Marie Bouchard
- 2020 : Marie Bouchard
- 2021 : Épreuve annulée
- 2022 : Marie Bouchard
- 2023 : Anaïs Quemener
- 2024 : Fatiha Sanchez

## Palmarès cross court hommes
Résultats sur lifa.athle.org .
- 1998 : Atiq Naaji (AS Corbeil Essonnes)
- 1999 : Miloud Abaoub (Neuilly Plaisance Sport), titre décerné à EL ASEY
- 2000 : Samir Benfares (CA Montreuil)
- 2001 : Abdellatif Lahouirich (SC Choisy le Roi)
- 2002 : Larbi Zeroual (CA Montreuil)
- 2003 : El Yemine Beghoul (ES Nanterre)
- 2004 : Gaël Pencreach (CA Montreuil)
- 2005 : Gaël Pencreach (CA Montreuil)
- 2006 : Gaël Pencreach (CA Montreuil)
- 2007 : Frédéric Denis (Neuilly-Plaisance Sports)
- 2008 : Ali Saïdi-Sief (Franconville Athlétisme Val d'Oise), titre décerné à El Yemine BEGHOUL (Lagardère Paris Racing)
- 2009 : Nouredine Smaïl (Livry Gargan Athlé)
- 2010 : Nouredine Smaïl (Livry Gargan Athlé)
- 2011 : Florian Carvalho (US Nemours Saint Pierre Athlé)
- 2012 : Abdellatif Kamal (Entente Franconville Cesame Val d'Oise)
- 2013 : Kevin Benallou (US Nemours Saint Pierre Athlé)
- 2014 : Yassine Bensghir (Neuilly Plaisance Sports, titre décerné à Mounir AKBACHE (CA Montreuil 93)
- 2015 : Florian Carvalho (US Nemours Saint Pierre Athlé)
- 2016 : Mehdi Akaouch (AS Pierrefite)

## Palmarès cross court femmes
Résultats sur lifa.athle.org .
- 1998 : Marie-Chrsitine Dampa (Individuelle Ile de France)
- 1999 : Marie-Chrsitine Dampa
- 2000 : Marie-Chrsitine Dampa (Racing C.F)
- 2001 : Hanan Farroun (CA Montreuil)
- 2002 : Rkia Chebili (Ouest Yvelines Athlé)
- 2003 : Rkia Chebili (Ouest Yvelines Athlé)
- 2004 : Hind Dehiba (CA Montreuil), titre décerné à Rkia CHEBILI (Ouest Yvelines Athlé)
- 2005 : Bouchra Ghezielle (EA Franconville Le Parisis)
- 2006 : Élodie Olivares (CA Montreuil)
- 2007 : Aminata Banba (Racing C.F)
- 2008 : Séverine Hamel (US Créteil)
- 2009 : Jennifer Lozano (Franconville Val d'Oise)
- 2010 : Dalila Idir (CA Montreuil 93)
- 2011 : Jennifer Lozano (Entente Franconville Cesame Val d'Oise)
- 2012 : Jennifer Lozano (Entente Franconville Cesame Val d'Oise)
- 2013 : Fadouwa Ledhem (PLM Conflans)
- 2014 : Rénelle Lamote (Athlé Sud 77)
- 2015 : Rénelle Lamote (Athlé Sud 77)
- 2016 : Johanna Geyer-Carles (Athlé Sud 77)

## Palmarès cross vétérans hommes
Résultats sur lifa.athle.org .
- 1978 : Henri Rault (AS Police Paris)
- 1979 : Henri Rault (AS Police Paris)
- 1980 : Jean-Yves  Le Flohic (AS Police Paris)
- 1981 : Roland Broquet (AS Police Paris)
- 1982 : Jean-Yves  Le Flohic (AS Prefecture de Police Paris)
- 1983 : Jean-Yves LE Flohic (AS Prefecture de Police Paris)
- 2008 : Juan Jesus Martinez (ES Moussy-le-neuf)
- 2009 : Noreddine Khezzane (Césame Val d'Oise 95)
- 2010 : Abderrahmane Dj Djemadi (Neuilly Plaisance Sport) titre décerné à Noreddine KHEZZANE  (EFCVO)
- 2011 : Noreddine Khezzane (CC taverny Athlétisme)
- 2012 : Abderrahmane Djemadi (Neuilly Plaisance Sport) titre décerné à Noreddine KHEZZANE  (CC taverny Athlétisme)
- 2013 :Mahieddine Bengherda (CC taverny Athlétisme)[ALG], titre décerné à Cyrille COMINGES (Rathelot Garde Républicaine)
- 2014 : Larbi Zeroual (Livry Gargan Athlétisme)
- 2015 : François-René Favier (Livry Gargan Athlétisme)

## Palmarès cross cadets hommes
Résultats sur lifa.athle.org .
- 1976 : L  Antonin ( Stade Français)
- 1977 : J Gautret ( Pontoise Athlétisme )
- 1978 : Versari (La Postillonne)
- 1979 : Bouchard (Antony Sport)
- 1980 : Bouchard (Antony S.P)
- 1981 : Roumeguere (APJS)
- 1982 : Gardes (USM Gagny)
- 1983 : E. Veron (CA Saint Quentin)
- 2003 : M. Lalande (EA St Quentin Centre Yvelines)
- 2008 :  Anass Elkhaili (AC Velizy Villacoublay)
- 2009 : Yacine Madany (AC Nord Val d'Oise)
- 2010 : Maxime Salmeron (Entente Franconville Césame Val d'Oise)
- 2011 : Yassine Benmiled (Stade Français)
- 2012 : Mehdi Belhadj (Pierrefitte Multi-Athlon)
- 2013 : Alexis Bosio (Bussy Saint Georges Athlétisme)
- 2014 : Yani Khelaf (VS Ozoir La Ferrière)

## Implantations
Résultats sur lifa.athle.org .
- 1978 : Longjumeau (Essonne)
- 1979 : Voisenon (Seine-et-Marne)
- 1980 : Cergy-Pontoise (Val-d'Oise)
- 1981 : Saint-Cloud (Hauts-de-Seine)
- 1982 : Noisiel (Seine-et-Marne)
- 1983 : Yerres (Essonne)
- 1984 : Rambouillet (Yvelines)
- 1985 : Fontainebleau (Seine-et-Marne)
- 1986 : ?
- 1987 : Cergy-Pontoise (Val-d'Oise)
- 1988 :  Aulnay sous Bois (Seine-Saint-Denis)
- 1989 : Evry (Essonne)
- 1990 : Les Mureaux (Yvelines)
- 1991 : Choisy-le Roi (Val-de-Marne)
- 1992 : Franconville (Val-d'Oise)
- 1993 : Noisiel (Seine-et-Marne)
- 1994 : Aulnay sous Bois (Seine-Saint-Denis)
- 1995 : Franconville (Val-d'Oise)
- 1996 : Créteil (Val-de-Marne)
- 1997 : Verneuil (Yvelines)
- 1998 : Noisiel (Seine-et-Marne)
- 1999 : Aulnay sous Bois (Seine-Saint-Denis)
- 2000 : Lisses (Essonne)
- 2001 : Saint-Quentin-en-Yvelines (Yvelines)
- 2002 : Franconville (Val-d'Oise)
- 2003 : Les Mureaux (Yvelines)
- 2004 : Saint-Pierre les Nemours (Seine-et-Marne)
- 2005 : Franconville (Val-d'Oise)
- 2006 : Aulnay sous Bois (Seine-Saint-Denis)
- 2007 : Saint-Quentin-en-Yvelines (Yvelines)
- 2008 : Coulommiers (Seine-et-Marne)
- 2009 : Cergy-Pontoise (Val-d'Oise)
- 2010 : Aulnay sous Bois (Seine-Saint-Denis)
- 2011 : Pontault-Combault (Seine-et-Marne)
- 2012 : Les Mureaux (Yvelines)
- 2013 : Lisses (Essonne)
- 2014 : Aulnay sous Bois (Seine-Saint-Denis)
- 2015 : Fontainebleau (Seine-et-Marne)
- 2016 : Chamarande (Essonne)